# Their System Doesn't Work for You
Their System Doesn't Work for You är det amerikanska punkbandet Anti-Flags andra album, utgivet 1998. Det är en återutgivning av låtar tidigare tillgängliga på splitskivan North America Sucks, som endast släpptes i 1000 exemplar, med tio tidigare outgivna låtar. De 19 låtarna, varav 9 är live-inspelningar, är gjorda mellan åren 1994 och 1996. Det här är en av de två skivor där basisten Andy Flag medverkar.

## Låtlista
1. "I Can't Stand Being With You" - 2:07
2. "Their System Doesn't Work for You" - 2:30
3. "We've Got His Gun" - 2:25
4. "Born to Die" - 2:05
5. "The Truth" - 2:31
6. "You'll Scream Tonight" - 5:15
7. "Indie Sux, Hardline Sux, Emo Sux, You Suck!" - 2:05
8. "Anti-Violent" - 3:05
9. "20 Years of Hell" - 2:35
10. "I'm Having a Good Day" - 2:43
11. "I Don't Want to Be Like You" - 3:30
12. "Too Late" - 2:51
13. "I Don't Need Anybody" - 3:51
14. "Betty Sue Is Dead" - 3:15
15. "If Not for You" - 3:17
16. "Meet Your Master" - 3:57
17. "We Won't Take No" - 2:36
18. "Save Me" - 3:00
19. "I'm Feeling Slightly Violent" - 3:30